# Agrostis schaffneri
Agrostis schaffneri là một loài thực vật có hoa trong họ Hòa thảo. Loài này được E. Fourn. mô tả khoa học đầu tiên năm 1886.